# 琮

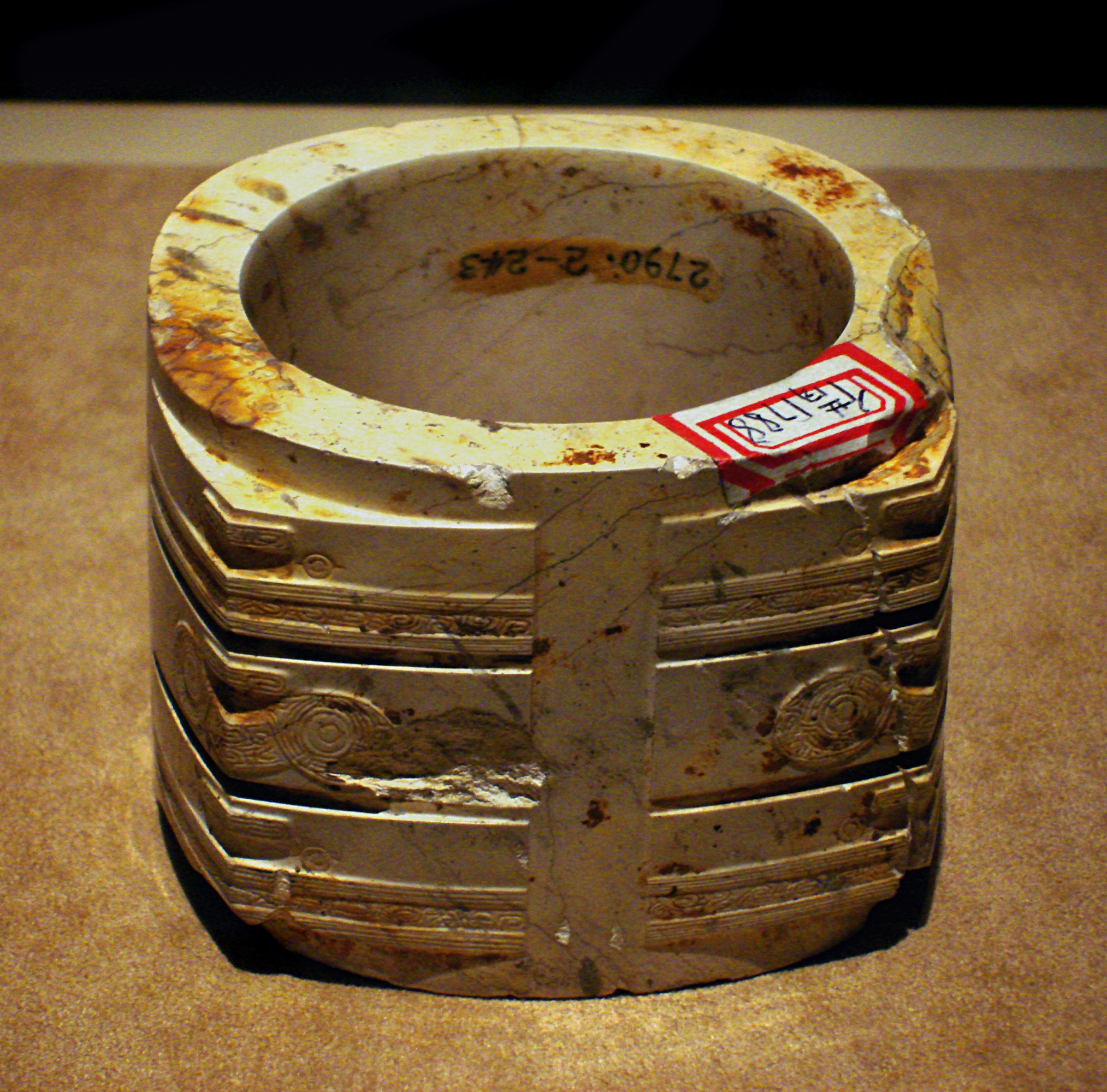
良渚文化の玉琮。

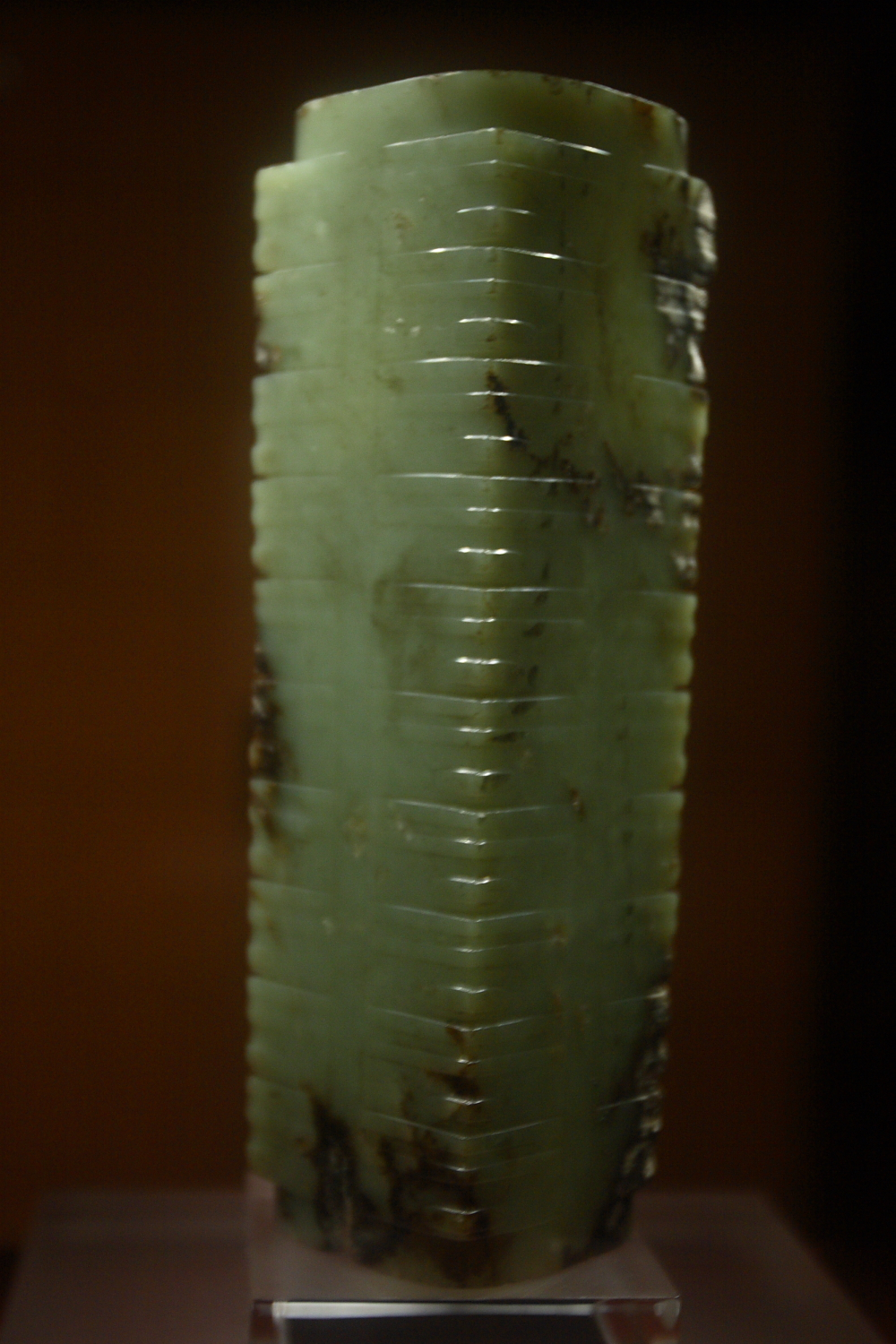
成都市の金沙遺址博物館が所蔵する十節玉琮。長大かつ硬い玉を上下から穿孔し、真っ直ぐの円孔に仕上げるには高度に熟練した技術が必要だったはずである。（岡村 (2008) p.63）

琮（そう、王偏に宗）は、古代中国で祭祀用に使われた玉器。

## 概要
多くは軟玉から作られた。外形は方柱状で、長軸方向に円形の穴が貫通し、上下端は丸く円筒状になる。方柱部の四隅には浮彫りや細線で、幾何学文様、神面、獣面、巨眼などが彫刻された。円筒形の穴は天を、方形の外周は大地を象徴しており、琮は天地の結合のシンボルであると一般に考えられている。
琮の起源は良渚文化まで遡り、はじめ司祭者の腕輪だったものが、ほどなく据え置きの祭器に転じたと見られる。
良渚文化では璧と共に神権の象徴として祭祀で中心的役割を担い、その獣面神崇拝にもとづいて、とりわけ精巧な神人獣面文が施されていた。副葬された状況より、長軸が長いほど所持した者の地位が高かったこと、製作と分配が支配者層によって一元的に管理されていたことが窺える。
良渚文化が衰えたのちも、琮は主に中原龍山文化へ伝播し、さらに西の斉家文化へと伝わっていった。西へと時代が下るにつれ、模倣を繰り返し方柱部の文様が簡略化・無地化されてゆく傾向が見られる。
中原では二里頭文化もしくは二里岡文化の時期に琮はいったん姿を消すが、殷代に再び現れる。
周代に至り、琮は礼法で地をまつる玉器として規定された。また『周禮』は、諸侯が朝ずる際に天子の后へ献上するものとして琮を記している。